# Matthias Perleth
Matthias Perleth (* 1965) ist ein deutscher Mediziner und Gesundheitswissenschaftler. Er gilt als einer der Wegbereiter der Evidenzbasierten Medizin in Deutschland.

## Werdegang
Matthias Perleth studierte von 1988 bis 1994 Medizin (Promotion zu Dr. med. 1995) und anschließend bis 1998 Public Health in Hannover (Abschluss Master of Public Health). Er habilitierte sich 2002 für Epidemiologie, Sozialmedizin und Gesundheitssystemforschung. Seit 2003 lehrt Perleth als Privatdozent an der Technischen Universität Berlin.
1998 war er einer der Initiatoren des Netzwerks Evidenzbasierte Medizin und im Jahr 2000 Mitbegründer des  Vereins zur Förderung der Technologiebewertung im Gesundheitswesen (Health Technology Assessment.DE), dessen Vorsitzender er seitdem ist.
Matthias Perleth war wissenschaftlicher Mitarbeiter an der Medizinischen Hochschule Hannover von 1996 bis 2001 und danach bis 2007 beratender Arzt beim AOK-Bundesverband. Seit 2007 leitet er die Abteilung Fachberatung Medizin des Gemeinsamen Bundesausschusses. Sein Forschungs- und Publikationsschwerpunkt liegt auf dem Gebiet der Technikfolgenabschätzung (Health Technology Assessment).

## Veröffentlichungen (Auswahl)
- M. Perleth, Reinhard Busse, S. Fuchs, A. Gerhardus, B. Gibis, D. Lühmann (Herausgeber). Health Technology Assessment. Konzepte, Methoden, Praxis für Wissenschaft und Entscheidungsfindung. 3. Auflage. Berlin, Med. Wiss. Verlagsgesellschaft  MWV 2023. ISBN 978-3-95466-820-5
- M. Perleth, P. Schnell-Inderst, A. Rüther, H. Raatz, P. Kolominsky-Rabas, D. Panteli, U. Siebert, N. Berndt, P. Wahlster. Das Curriculum Health Technology Assessment (HTA), Version 2.0. GMS Health Technology Assessment 2017; 13:1-10[7] (Version 1.0, 2005)[8]